# Luka Milunović
Luka Milunović (in serbo Лука Милуновић?; Belgrado, 21 dicembre 1992) è un calciatore serbo, attaccante del Voždovac.

## Carriera

### Club
Luka Milunović inizia la sua carriera da calciatore nel 2006, quando viene acquistato dallo Srem e dove milita nelle varie divisioni giovanili del club. Due anni più tardi viene acquistato dall'OFK Belgrado, dove compie tutta la trafila delle giovanili fino al debutto in prima squadra nel 2010: il 22 luglio esordisce in occasione del match di campionato con il Tarpeda-BelAZ, tra l'altro l'unica in stagione.
Durante la sessione estiva del calciomercato 2011, viene acquistato dallo Zulte Waregem, squadra belga di Waregem, dove debutta il 30 luglio durante la partita con il Lokeren. Rimedia il suo primo cartellino giallo il 13 agosto, in occasione del match di campionato con il Genk.
Nel gennaio 2012 ritorna a giocare in Serbia, questa volta tra le file della Stella Rossa. Debutta con i Crveno-beli e segna la sua prima rete in carriera nello stesso giorno, il 10 marzo durante il match con lo Javor Ivanjica.

### Nazionale
Nel 2009 viene convocato dal CT della nazionale serba Under-19 per prendere parte ad alcune amichevoli. Colleziona in due anni 6 presenze e realizza tre gol. Poi viene convocato dall'Under-21 nel 2011, esordendo il 2 settembre in occasione della partita con l'Irlanda del Nord. Realizza la sua prima rete con l'Under-21 il 6 settembre, durante il match con la nazionale delle Fær Øer.

## Palmarès

### Club

#### Competizioni nazionali
- Coppa di Serbia: 1

Stella Rossa: 2011-2012
- Campionato serbo: 1

Stella Rossa: 2013-2014